# Киндирла
Киндирла (Кандырла, Кындырла) — река предгорий Западного Саяна, левый приток Табата. Длина — 44 км, площадь водосбора — 136 км².
Протекает по территории Бейского района Хакасии. Исток — сев.-зап. отроги Джойского хребта, устье — юго-вост. окраина с. Усть-Киндирла. К. имеет 6 притоков. В устьевой части река разветвляется на рукава и имеет старицы. Пойма заросла кустарником. Питание реки смешанное с преобладанием снегового. Модуль стока — 8,2 л/с с км². В долине К. расположено 3 населённых пункта (Богдановка, Верх-Киндирла, Усть-Киндирла). Водные ресурсы используются на с.-х. нужды, в бытовых целях.
Ихтиофауна: плотва, пескарь.

## Данные водного реестра
По данным государственного водного реестра России относится к Енисейскому бассейновому округу. Речной бассейн реки — Енисей, речной подбассейн реки — Енисей между слиянием Большого и Малого Енисея и впадением Ангары, водохозяйственный участок реки — Енисей от Саяно-Шушенского гидроузла до впадения реки Абакан.